# Leslie Bega
Leslie Rae Bega (* 17. April 1967 in Los Angeles, Kalifornien) ist eine US-amerikanische Schauspielerin.

## Biografie
Bega begann ihre Karriere mit kleinen Theaterrollen auf dem Broadway. Sie studierte an der University of Southern California das Hauptfach Film. Die US-Amerikanerin ist durch ihre Rollen in Head of the Class, David Lynchs Lost Highway, CSI: Den Tätern auf der Spur und bei den Sopranos bekannt geworden. Neben ihrer Tätigkeit als Schauspielerin arbeitet Leslie Bega als Immobilienmaklerin.

## Filmografie (Auswahl)
- 2002–2004: Die Sopranos (Fernsehserie, 7 Folgen)
- 2002–2003: CSI: Den Tätern auf der Spur (Fernsehserie, 3 Folgen)
- 1997: Lost Highway
- 1997: Mad Rex – Gegen das Gesetz (Against the Law)
- 1986–1989: Head of the Class (Fernsehserie, 66 Folgen)